# The Desperadoes
The Desperadoes é um filme norte-americano de 1943, do gênero faroeste, dirigido por Charles Vidor e estrelado por Randolph Scott, Claire Trevor e Glenn Ford.
The Desperadoes, faroeste classe A com uma história rotineira, é notável por ter sido o primeiro filme em cores da Columbia Pictures.

## Sinopse
Steve Upton é o xerife de uma pequena cidade do Utah que tem por melhor amigo Cheyenne Rogers, um ex-fora da lei. Cheyenne, com os conselhos de Steve, aprendeu sua lição e tenta levar uma vida honesta. Entretanto, quando o banco local é assaltado, Cheyenne torna-se o principal suspeito e é preso. Convencido de sua inocência, Steve ajuda-o a escapar. Juntos, os dois retornam à cidade para descobrir os culpados e, assim, limpar o nome de Cheyenne.

## Elenco
| Ator/Atriz               | Personagem        |
| ------------------------ | ----------------- |
| Randolph Scott           | Steve Upton       |
| Claire Trevor            | Condessa Maletta  |
| Glenn Ford               | Cheyenne Rogers   |
| Evelyn Keyes             | Allison McLeod    |
| Edgar Buchanan           | Willie McLeod     |
| Guinn 'Big Boy' Williams | Nitro Rankin      |
| Raymond Walburn          | Juiz Cameron      |
| Porter Hall              | Banqueiro Clanton |